# Soul Bossa Nova
Soul Bossa Nova – utwór instrumentalny z 1962 roku, który skomponował i nagrał amerykański muzyk i producent Quincy Jones. Dzieło zostało wydane na jego albumie Big Band Bossa Nova (1962).
W 2002 roku wersja utworu „Soul Bossa Nova” zaaranżowana przez George’a Clintona, która nawiązuje do muzyki szpiegowskich filmów z lat 60. XX wieku, była nominowana do amerykańskiej nagrody Grammy (44. ceremonia, Best Instrumental Arrangement).

## Powstanie i kompozycja utworu
W 1956 roku Quincy Jones pojechał do Brazylii, gdzie zwrócił uwagę na muzykę bossa novy, która go wówczas pochłonęła. Spotkał wtedy João Gilberto, Astrud Gilberto i Antônio Carlosa Jobima. Później, w 1962 roku, napisał i nagrał cały album w stylu bossa novy, Big Band Bossa Nova, na którym muzyk zamieścił kompozycję „Soul Boss Nova”. W jednym z wywiadów Jones stwierdził, że na napisanie utworu poświęcił 20 minut.
Kompozycja „Soul Bossa Nova” charakteryzuje się wysokim stopniem synkretyzmu, która łączy elementy charakterystyczne dla jazzu, soulu i bossa novy. W utworze wybrzmiewają dźwięki zarówno fletów, w tym piccolo, bębna cuíca i fortepianu, a także akcenty big-bandu z sekcją dętą.
Sesja nagraniowa, podczas której zarejestrowano ten utwór była jedną z pierwszych w długoletniej karierze argentyńskiego kompozytora Lalo Schifrina, gdzie zagrał na fortepianie.

## Personel
Źródło: 
- Roland Kirk – flet (solo)
- Lalo Schifrin – fortepian
- Chris White – bas
- Rudy Collins – perkusja
- Jerome Richardson – flet altowy

## W kulturze popularnej
Film
- 1964: Lombardzista (reż. Sidney Lumet)
- 1969: Bierz forsę i w nogi (reż. Woody Allen)[12]
- 1997: Austin Powers: Agent specjalnej troski[4]

Telewizja
- 1974–1989: kanadyjski teleturniej Definition (temat otwierający)[9]
- 2001: Samuraj Jack (odc. „Jack vs. Mad Jack”)[13]

Muzyka
- 1990: kanadyjska grupa hip-hopowa Dream Warriors wykorzystała tę kompozycję w formie samplingu w piosence „My Definition of a Boombastic Jazz Style” (debiutancki album And Now the Legacy Begins, 1991)[9]
- 1998: duet The Cool, The Fab & The Groovy wydał singiel z wersją utworu, który dotarł do 47. pozycji na głównej brytyjskiej liście przebojów UK Singles Chart[14]
- 2004: Ludacris – „Number One Spot” (sampling; album The Red Light District, 2004)[15]

Sport
- 1998: mistrzostwa świata w piłce nożnej we Francji[12]

Gra wideo
- 2008: Rayman Raving Rabbids TV Party[16]